# Ermis Aradippou
Ermis Aradippou (greacă Ερμής Αραδίππου) este un club de fotbal cipriot cu sediul în Aradippou o așezare în afara orașului Larnaca.Echipa susține meciurile de acasă pe Stadionul Aradippou cu o capacitate de 4.500 de locuri.